# زبان کاپامپانگان

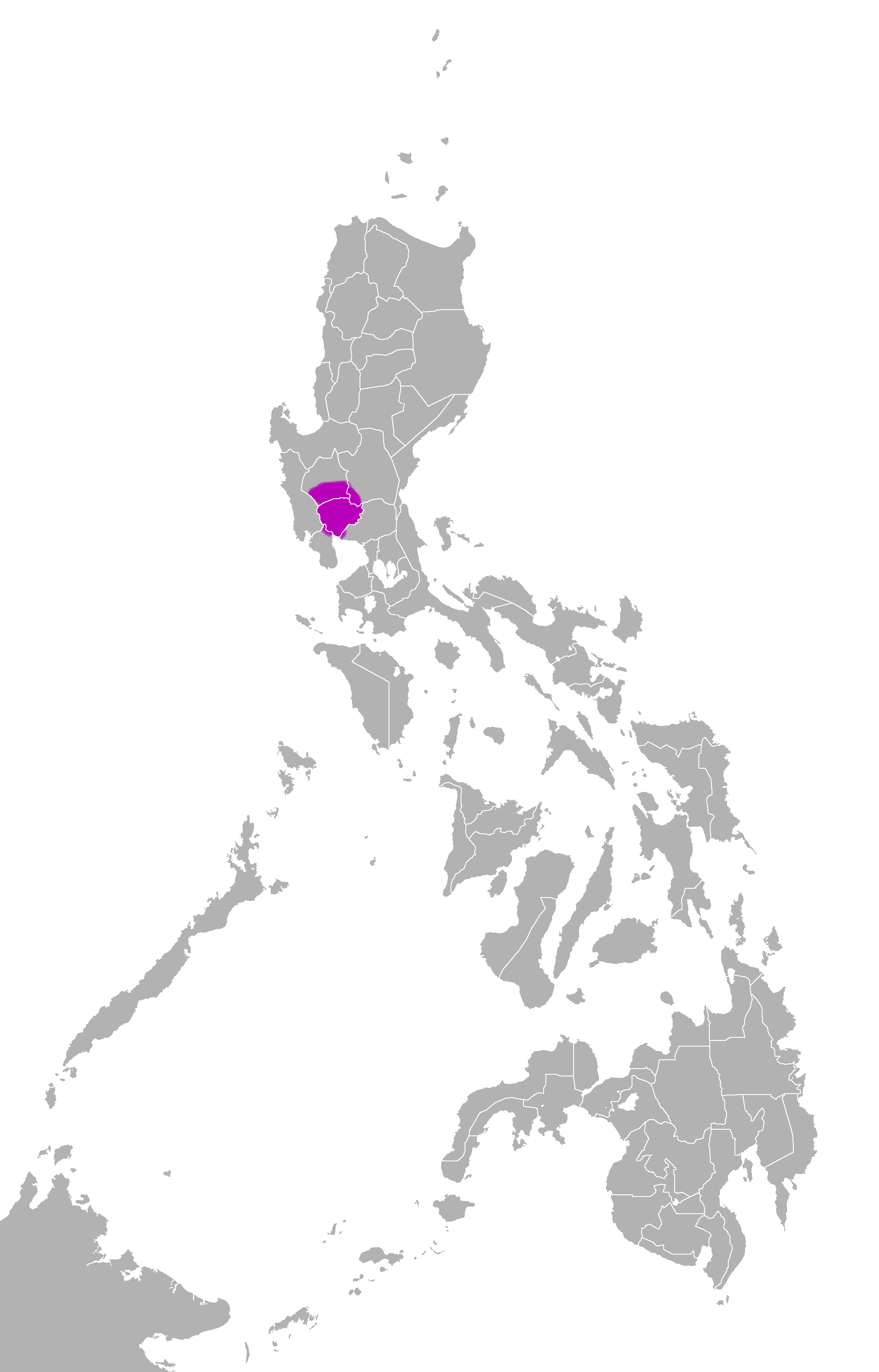
نواحی که به این زبان سخن میگویند

کاپامپانگان یکی از زبان‌های اصلی کشور فیلیپین است که حدود ۲ میلیون گویشور نیز دارد.